# Elatostema laevissimum
Elatostema laevissimum är en nässelväxtart som beskrevs av Wen Tsai Wang. Elatostema laevissimum ingår i släktet Elatostema och familjen nässelväxter. Inga underarter finns listade i Catalogue of Life.